# Heinz Kögel
Heinz Kögel (* 22. November 1916 in Karlsruhe; † 25. März 1973 in Berlin) war ein deutscher Schauspieler und Regisseur.

## Leben
Nach Studien an den Universitäten in Wien und München sowie an den Akademien in Schönbrunn und Karlsruhe bekam Heinz Kögel ein erstes Engagement am Badischen Staatstheater Karlsruhe. Er selbst bezeichnet seinen Wechsel zum Stadttheater Konstanz als eigentlichen Start am Theater. Nach nochmaligem Engagement in Karlsruhe, Auftritten bei den Breisacher Festspielen und Arbeiten am Deutschen Theater Prag wurde seine schauspielerische Tätigkeit durch den Einsatz als Soldat im Zweiten Weltkrieg unterbrochen. In sowjetischer Kriegsgefangenschaft bekam er den Auftrag, ein Kriegsgefangenentheater aufzubauen.
Nach der Rückkehr aus der Gefangenschaft wurde die Turnhalle des Lehrerseminars am Wittelsbacherplatz in Würzburg seine neue künstlerische Heimat. Hier befand sich ab 1948 das Theater am Wittelsbacherplatz, wo er zuletzt als Oberspielleiter tätig war. Nach dessen Schließung ging Kögel in die DDR, spielte und inszenierte an den Theatern in Meiningen und Magdeburg, um dann an das Brandenburgische Landestheater, dem späteren Hans-Otto-Theater  nach Potsdam zu gehen. Nachdem er hier viele Jahre als Oberspielleiter tätig gewesen war, wurde er ab den 1960er Jahren als freischaffender Schauspieler und Regisseur beim Deutschen Fernsehfunk tätig. In den letzten Jahren wirkte er unter der Leitung von Walter Felsenstein, als Leiter der „Gruppe Schauspieler kleines Fach“ an der Komischen Oper Berlin. 

## Filmografie
- 1954: Ernst Thälmann – Sohn seiner Klasse
- 1955: Ernst Thälmann – Führer seiner Klasse
- 1956: Der Teufelskreis
- 1956: Der Hauptmann von Köln
- 1957: Schlösser und Katen
- 1958: Der Prozeß wird vertagt
- 1958: Geschwader Fledermaus
- 1958: Nur eine Frau
- 1958: Das Lied der Matrosen
- 1960: Der schweigende Stern
- 1960: Trübe Wasser
- 1960: Einer von uns
- 1961: Gewissen in Aufruhr (Fernsehfilm, Teil 1, 3 und 5 von 5 Teilen)
- 1961: Der Fall Gleiwitz
- 1962: Die Nacht an der Autobahn (Fernsehfilm)
- 1963: Tote reden nicht (Fernseh-Zweiteiler)
- 1964: Wolf unter Wölfen (Fernsehfilm, 4 Teile)
- 1968: Abschied
- 1970: Hoffmanns Erzählungen (Studioaufzeichnung)
- 1971: KLK an PTX – Die Rote Kapelle

## Theater

### Regie
- 1951: Friedrich Wolf: Die Bürgermeisterin – (Brandenburgisches Landestheater Potsdam)
- 1951: Vasek Kana: Brigade Karhan – (Brandenburgisches Landestheater Potsdam)
- 1951: Martin Andersen Nexø: Die Leute von Dangaard – (Brandenburgisches Landestheater Potsdam)
- 1952: Julius Hay: Haben – (Brandenburgisches Landestheater Potsdam)
- 1952: Friedrich Wolf: Der arme Konrad (auch Rolle als Herzog Ulrich von Württemberg) – (Brandenburgisches Landestheater Potsdam)
- 1953: Miroslav Stehlik: Der Weg ins Leben – (Hans Otto Theater Potsdam)
- 1956: Ewan MacColl: Die Reisenden – (Hans Otto Theater Potsdam)

### Schauspieler
- 1972: Georges Bizet: Carmen – Regie: Walter Felsenstein (Komische Oper Berlin)